# Mediumfrekvens

MF:s position i det elektromagnetiska spektrumet.

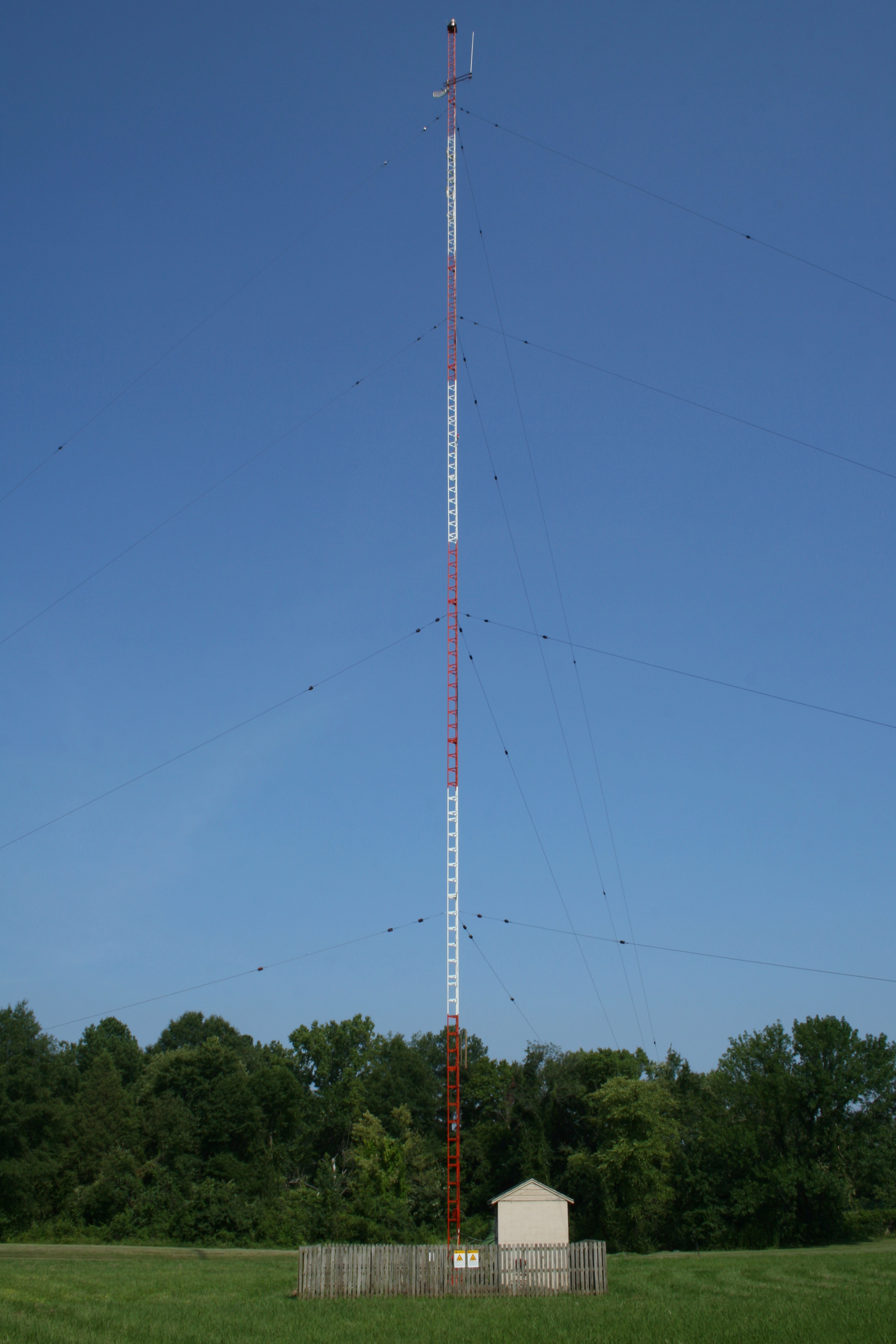
Radiomast till en kommersiell MF-AM-radiostation i Chapel Hill i North Carolina i USA.

Mediumfrekvens (MF; engelska: Medium frequency) är ITU-beteckningen för radiofrekvenser (RF) i intervallet 300 kHz till 3 MHz. En del av detta band utgör mellanvågsbandet (MW) för AM-radio. MF-bandet är även känt som hektometerbandet eller hektometervågor, med våglängder i intervallet tio till en hektometer (1000 till 100 m). Frekvenser direkt under MF betecknas låg frekvens (LF), medan det första högre frekvensbandet är känt som hög frekvens (HF). MF används främst för AM-radio, navigationsradiofyrar och transoceanisk flygledning.